# Clipeoteri
El clipeoteri (Clypeotherium magnum) és una espècie extinta de mamífer cingulat de la família dels clamifòrids que visqué a Sud-amèrica durant l'Oligocè. Se n'han trobat restes fòssils a la formació de Sarmiento, al centre de la província argentina de Chubut. Es tracta de l'única espècie del gènere Clypeotherium. Tot i que era un gliptodontí (o, segons altres classificacions, un gliptatelí) primitiu, ja era igual de gegantí que els seus successors del Miocè i el Pliocè. Devia pesar més de 500 kg. Els escuts eren més rugosos que en Glyptatelus. El nom específic magnum significa 'gros' en llatí.